# Air Philippines
A  Air Philippines é uma companhia aérea das Filipinas.